# ستارا کورنگتسا
ستارا کورنگتسا (به لهستانی:  Stara Kornica) یک روستا در لهستان است که در گمینا ستارا کورنگتسا واقع شده‌است. ستارا کورنگتسا ۱٬۰۸۸ نفر جمعیت دارد.